# J.W.S. Cassels
J.W.S. Cassels   (Durham, 11 de juliol de 1922 - Cambridge, 27 de juliol de 2015), conegut normalment com Ian Cassels, va ser un matemàtic anglès.
Després de ser escolaritzat a la seva vila natal de Durham (Anglaterra) i fer els estudis secundaris a Edimburg, va ingressar a la universitat d'Edimburg, en la qual es va graduar el 1943. A continuació, durant la Segona Guerra Mundial, va incorporar-se al grup de criptògrafs de Bletchley Park, on va treballar conjuntament amb els matemàtics Edward Simpson i Jimmy Whitworth en la des-encriptació del codi JN-25 de la Marina Imperial Japonesa, utilitzant el teorema de Bayes, amb notable èxit. A ell es deu la frase: La criptografia és una barreja de matemàtiques i confusió, i sense la confusió les matemàtiques es poden utilitzar en contra teu.
El 1945, acabada la guerra, va continuar els seus estudis al Trinity College (Cambridge), en el qual va obtenir el doctorat el 1949. Després d'un curs de professor a la universitat de Manchester el 1950 es va incorporar a la universitat de Cambridge on va ser professor fins a la seva retirada el 1986.
Esl treballs de recerca de Cassels van ser en el camp de la teoria de nombres i, especialment, en les formes quadràtiques racionals.